# Возний Сергій Олександрович
Сергій Олександрович Возний (нар. Горщик, Житомирська область) — український політик, громадський діяч, підприємець, екс-голова Києво-Святошинської РДА, голова громадської організації «Об'єднання позаштатних інспекторів архітектурно-будівельного контролю
»; кандидат наук з державного управління, доктор філософії.

## Освіта
1995 року закінчив Горщиківську загальноосвітню школу I—III ступенів.
1997 року — Київське медичне училище № 3.
2005 року — Національний технічний університет України (КПІ) за спеціальністю «Розробка родовищ корисних копалин», кваліфікація — гірничий інженер.
2007 року — Київський славістичний університет за спеціальністю «Адміністративний менеджмент», кваліфікація — менеджер з адміністративної діяльності.
2011 року — Національну академію державного управління при Президентові України за спеціальністю «Державне управління», кваліфікація — магістр державного управління. Наукове звання: кандидат наук з державного управління, доктор філософії.
2013 року — Київський національний університет будівництва і архітектури за спеціальністю «Автоматизоване управління технологічними процесами», кваліфікація — фахівець з автоматизованого управління технологічними процесами.
2017 року — Національна академія внутрішніх справ України за спеціальністю «Право», магістр.

## Кар'єра
Після закінчення медучилища з кінця січня 1998 по квітень 1999 — масажист в Територіальному центрі медико-соціальної допомоги, соціального обслуговування пенсіонерів та одиноких непрацездатних громадян Старокиївського р-ну Києва.
З лютого 2000 по листопад 2005 — заступник голови Секретаріату Політичної партії малого і середнього бізнесу України.
З листопада 2005 по вересень 2006 — займався підприємницькою і громадською діяльністю.
З квітня 2008 по липень 2008 — заступник директора з розвитку перспективних напрямків роботи ДП «Енергоефективність».
З липня 2008 по листопад 2009 — директор ДП «Учбово-експертний центр НАЕР».
З листопада 2009 по лютий 2010 — перший заступник директора ДП "Науково-дослідне виробничо-технічне агентство «Стратегія регіонального розвитку».
З лютого 2010 по квітень 2014 року — директор ДП «Центр будівельного та енергоефективного інжинірингу».
З листопада 2010 по жовтень 2015 — депутат IV скликання Вишгородської районної ради Київської області.
З квітня 2014 по жовтень 2014 року — голова Києво-Святошинської районної державної адміністрації Київської області.
Присвоєно V ранг державного службовця.
З вересня 2015 по квітень 2018 — виконавчий директор ТОВ «Екоенергопром».
З 2015 до 2020 депутат VII скликання Києво-Святошинської районної ради Київської області. Безпартійний.
З травня 2018 — заступник директора — начальник юридичного відділу ТОВ «Енергоекосервіс».
У 2019 балотувався в народні депутати за 95 виборчим округом.
12 липня 2023 отримав нагороду від Митрополит Київський і всієї України — орден святого великомученика Юрія Переможця Орден святого великомученика Юрія Переможця
26 вересня 2023 року отримав нагороду від Митрополит Київський і всієї України Золотий хрест «За військові заслуги» за підтримку української армії у боротьбі з агресивним вторгненням російської федерації на територію України, і за підтримку Православної Церкви України.  

## Конфлікти
У 2018 році став учасником скандалу навколо регіонального телеканалу «Правда тут», де, згідно заяв ЗМІ, відбулося рейдерське захоплення. При цьому С. Возний, будучи головним спонсором «ПравдаТут» протягом декількох років, заявив, що співвласник каналу Іван Гришин причетний до незаконної зміни складу засновників «ПравдаТут», а також звинуватив його в розтраті коштів, виділених на "підйом супутника через «Укркосмос», після чого в 2019-м С. Возний заявив про розрив ділових відносин.